# Santa Cruz del Valle Urbión (kommun)
Santa Cruz del Valle Urbión är en kommun i Spanien.   Den ligger i provinsen Provincia de Burgos och regionen Kastilien och Leon, i den norra delen av landet, 210 km norr om huvudstaden Madrid. Antalet invånare är 101.